# Plagiostenopterina lativentris
Plagiostenopterina lativentris är en tvåvingeart som först beskrevs av Walker 1859.  Plagiostenopterina lativentris ingår i släktet Plagiostenopterina och familjen bredmunsflugor. Inga underarter finns listade i Catalogue of Life.